# Bourdainville
Bourdainville település Franciaországban, Seine-Maritime megyében. Lakosainak száma 476 fő (2022. január 1.). Bourdainville Ancretiéville-Saint-Victor, Val-de-Saâne, Ectot-l’Auber, La Fontelaye, Vibeuf és Yerville községekkel határos.

## Népesség
A település népességének változása:
| Lakosok száma | 453  | 460  | 465  | 463  | 464  | 465  | 468  | 471  | 476  |
|               | 2013 | 2015 | 2016 | 2017 | 2018 | 2019 | 2020 | 2021 | 2022 |